# 아이파크
아이파크는 HDC현대산업개발이 2001년 3월에 런칭한 아파트, 주상복합, 오피스텔 등 주거 통합 브랜드다. IPARK는 '시간이 지날수록 더 큰 행복을 주고 삶을 아릅답게 만드는 공간'으로 '더 나은 삶을 꿈꾸게하는 혁신', '시간이 지날수록 더욱더 높아지는 가치', '미학적인 만족과 경험', '견고한 신뢰'를 지향한다.
현대아파트, 아이파크 등 HDC현대산업개발이 전국에 공급한 주택은 40여년간 41만 가구에 달한다.
또한, HDC현대산업개발은 지난 2010년부터 기존 입주자 유지관리 서비스를 체계적으로 강화시킨 '아이클릭 서비스'를 제공하고 있다. 입주 1ㆍ3ㆍ5년차 대상단지 입주민의 의견을 수시로 수렴해 고객에게 필요한 서비스를 제공하고 있다. 이를 위해 전국에 4개 고객센터를 운영 중이고, 태블릿PC나 스마트폰을 통한 하자보수 관리프로그램 '모바일 아이클릭'을 운영하고 있기도 하다.

## 연혁
- 2001년: 아파트 브랜드 IPARK 론칭
- 2003년: 주거용・상업용 건축물 브랜드 IPARK로 통합

## 단지 현황
아래 목록은 네이버부동산을 바탕으로 작성한 것이다.

### 서울특별시

#### 강남구
| 단지 이름                      | 소재지                   | 세대     | 입주        | 난방 방식          |
| ------------------------------ | ------------------------ | -------- | ----------- | ------------------ |
| 대치아이파크                   | 서울특별시 강남구 대치동 | 768세대  | 2008년 6월  | 개별난방, 도시가스 |
| 도곡동 아이파크1차             | 서울특별시 강남구 도곡동 | 321세대  | 2007년 3월  | 지역난방, 열병합   |
| 도곡동 아이파크2차             | 서울특별시 강남구 도곡동 | 58세대   | 2006년 2월  | 지역난방, 열병합   |
| 도곡동 아이파크3차             | 서울특별시 강남구 도곡동 | 72세대   | 2007년 4월  | 개별난방, 도시가스 |
| 삼성동 아이파크                | 서울특별시 강남구 삼성동 | 449세대  | 2004년 5월  | 지역난방, 열병합   |
| 삼성동 센트럴아이파크          | 서울특별시 강남구 삼성동 | 416~세대 | 2018년 4월  | 개별난방, 도시가스 |
| 역삼동 역삼I'PARK              | 서울특별시 강남구 역삼동 | 541세대  | 2006년 9월  | 지역난방, 열병합   |
| 역삼동 역삼2차아이파크         | 서울특별시 강남구 역삼동 | 150세대  | 2008년 12월 | 개별난방, 도시가스 |
| 역삼동 테헤란아이파크(역삼3차) | 서울특별시 강남구 역삼동 | 411세대  | 2014년 1월  | 지역난방, 열병합   |

#### 노원구
| 단지 이름                    | 소재지                    | 세대    | 입주        | 난방 방식          |
| ---------------------------- | ------------------------- | ------- | ----------- | ------------------ |
| 상계 현대(아이파크)1차아파트 | 서울특별시 노원구 상계1동 | 353세대 | 1993년 4월  | 개별난방, 도시가스 |
| 상계 현대(아이파크)2차아파트 | 서울특별시 노원구 상계1동 | 465세대 | 1993년 12월 | 개별난방, 도시가스 |
| 상계 현대(아이파크)3차아파트 | 서울특별시 노원구 상계1동 | 494세대 | 1999년 4월  | 지역난방, 열병합   |
| 상계 현대(아이파크)4차아파트 | 서울특별시 노원구 상계1동 | 353세대 | 1995년 7월  | 개별난방, 도시가스 |
| 상계동노원아이파크           | 서울특별시 노원구 상계    | 124세대 | 2010년 1월  | 지역난방, 열병합   |

#### 도봉구
| 단지 이름              | 소재지                 | 세대      | 입주       | 난방 방식          |
| ---------------------- | ---------------------- | --------- | ---------- | ------------------ |
| 북한산 아이파크        | 서울특별시 도봉구 창동 | 2,061세대 | 2004년 7월 | 개별난방, 도시가스 |
| 창동 현대(아이파크)    | 서울특별시 도봉구 창동 | 205세대   | 2000년 5월 | 개별난방, 도시가스 |
| 창동 현대(아이파크)2차 | 서울특별시 도봉구 창동 | 705세대   | 2001년 6월 | 개별난방, 도시가스 |
| 창동 현대(아이파크)3차 | 서울특별시 도봉구 창동 | 705세대   | 2001년 8월 | 개별난방, 도시가스 |
| 창동 현대(아이파크)4차 | 서울특별시 도봉구 창동 | 202세대   | 2003년 5월 | 개별난방, 도시가스 |

#### 은평구
| 단지 이름                               | 소재지                   | 세대    | 입주        | 난방 방식        |
| --------------------------------------- | ------------------------ | ------- | ----------- | ---------------- |
| 은평뉴타운상림3단지아이파크             | 서울특별시 은평구 진관동 | 255세대 | 2008년 6월  | 지역난방, 열병합 |
| 은평뉴타운상림4단지아이파크             | 서울특별시 은평구 진관동 | 318세대 | 2008년 6월  | 지역난방, 열병합 |
| 은평뉴타운상림10단지아이파크            | 서울특별시 은평구 진관동 | 97세대  | 2008년 6월  | 지역난방, 열병합 |
| 은평뉴타운상림11단지아이파크            | 서울특별시 은평구 진관동 | 90세대  | 2008년 6월  | 지역난방, 열병합 |
| 은평뉴타운상림13단지아이파크            | 서울특별시 은평구 진관동 | 298세대 | 2008년 7월  | 지역난방, 열병합 |
| 은평뉴타운상림14단지아이파크            | 서울특별시 은평구 진관동 | 300세대 | 2008년 7월  | 지역난방, 열병합 |
| 진관동 아이파크포레스트게이트(오피스텔) | 서울특별시 은평구 진관동 | 814세대 | 2013년 11월 | 지역난방, 열병합 |

종로구
| 단지 이름      | 소재지                   | 세대    | 입주       | 난방 방식          |
| -------------- | ------------------------ | ------- | ---------- | ------------------ |
| 인왕산아이파크 | 서울특별시 종로구 무악동 | 810세대 | 2008년 1월 | 개별난방, 도시가스 |

#### 중랑구
| 단지 이름    | 소재지                 | 세대    | 입주       | 난방 방식          |
| ------------ | ---------------------- | ------- | ---------- | ------------------ |
| 묵동아이파크 | 서울특별시 중랑구 묵동 | 601세대 | 2002년 6월 | 개별난방, 도시가스 |

#### 미분류
| 단지 이름         | 소재지                          | 세대     | 입주        | 난방 방식         |
| ----------------- | ------------------------------- | -------- | ----------- | ----------------- |
| 상도 아이파크     | 서울시 동작구 장승배기로 26     | 400세대  | 2004년 4월  | 개별난방,도시가스 |
| 신정동 아이파크   | 서울시 양천구 목동동로 180      | 590세대  | 2002년 7월  | 지역난방,열병합   |
| 성수 아이파크     | 서울시 성동구 성수이로 137      | 656세대  | 2003년 8월  | 개별난방,도시가스 |
| 개봉동 아이파크   | 서울시 구로구 개봉로2길 133-15  | 684세대  | 2006년 6월  | 개별난방,도시가스 |
| 공덕 아이파크     | 서울시 마포구 만리재로 36       | 195세대  | 2013년 3월  | 개별난방,도시가스 |
| 상림마을 아이파크 |                                 |          |             |                   |
| 서울숲 아이파크   | 서울시 성동구 동일로 237        | 241세대  | 2009년 3월  | 개별난방,도시가스 |
| 고덕 아이파크     | 서울시 강동구 동남로 79길 26    | 1142세대 | 2011년 12월 | 지역난방,열병합   |
| 고덕숲 아이파크   | 서울시 강동구 고덕로80길 134    | 687세대  | 2018년 3월  | 지역난방,열병합   |
| 보문 아이파크     | 서울시 성북구 지붕로 21길 9     | 431세대  | 2003년 8월  | 개별난방,도시가스 |
| 등촌 아이파크     | 서울시 강서구 등촌로 163        | 1653세대 | 2004년 1월  | 개별난방,도시가스 |
| 종암 아이파크     | 서울시 성북구 종암로 21길 127   | 513세대  | 2004년 9월  | 개별난방,도시가스 |
| 월드컵 아이파크   | 서울시 마포구 모래내로 9길 6    | 320세대  | 2009년 3월  | 개별난방,도시가스 |
| DMC 아이파크 2차  | 서울시 서대문구 남가좌동 369-10 | 1061세대 | 2018년 10월 | 지역난방          |

- 종암 아이파크는 1단지기준 정보를 선기재

종암 아이파크 2단지 서울시 성북구 종암로 9길 71 782세대 2005년 9월 개별난방,도시가스
- 월드컵 아이파크도 1단지기준 정보 선기재

월드컵 아이파크 2단지 서울시 마포구 모래내로 9길 3 70세대 2008년 12월 개별난방,도시가스

### 부산광역시
| 단지 이름               | 소재지                     | 세대     | 입주        | 난방 방식          |
| ----------------------- | -------------------------- | -------- | ----------- | ------------------ |
| 해운대 아이파크         | 부산광역시 해운대구 우동   | 1631세대 | 2011년 10월 | 개별난방, 도시가스 |
| 명륜 아이파크 1차 1단지 | 부산광역시 동래구 명륜동   | 1139세대 | 2013년 11월 | 개별난방, 도시가스 |
| 명륜 아이파크 1차 2단지 | 부산광역시 동래구 복천동   | 270세대  | 2013년 11월 | 개별난방, 도시가스 |
| 명륜 아이파크 2차 1단지 | 부산광역시 동래구 명륜동   | 1609세대 | 2015년 11월 | 개별난방, 도시가스 |
| 명륜 아이파크 2차 2단지 | 부산광역시 동래구 명륜동   | 449세대  | 2015년 11월 | 개별난방, 도시가스 |
| 수영만 아이파크         | 부산광역시 수영구 민락동   | 213세대  | 2006년 11월 | 개별난방, 도시가스 |
| 용당동 용당아이파크     | 부산광역시 남구 용당동     | 748세대  | 2002년 12월 | 개별난방, 도시가스 |
| 서면 아이파크           | 부산광역시 부산진구 전포동 | 1962세대 | 2021년 8월  | 개별난방, 도시가스 |
|                         |                            |          |             |                    |

### 대구광역시
| 단지 이름              | 소재지                     | 세대     | 입주       | 난방 방식        |
| ---------------------- | -------------------------- | -------- | ---------- | ---------------- |
| 대구 월배 아이파크 1차 | 대구광역시 달서구 진천동   | 1296세대 | 2015년 1월 | 지역난방, 열병합 |
| 대구 월배 아이파크 2차 | 대구광역시 달서구 진천동   | 2134세대 | 2016년 6월 | 지역난방, 열병합 |
| 대구 복현아이파크      | 대구광역시 북구 동북로 241 | 585세대  | 2021년 3월 |                  |

### 대전광역시
| 단지 이름          | 소재지                 | 세대     | 입주       | 난방 방식        |
| ------------------ | ---------------------- | -------- | ---------- | ---------------- |
| 대전 도안 아이파크 | 대전광역시 서구 도안동 | 1050세대 | 2013년 9월 | 지역난방, 열병합 |

### 광주광역시
무등산 아이파크 - 1410세대 - 2017.01
용봉 아이파크 - 368세대 - 2006.03
운암산 아이파크 - 599세대 - 2007.04
화정 아이파크 - 705세대 - 2026년 정도에 입주예정
계림2구역 아이파크 SK뷰(가칭) - 1715세대 - 2026년 정도에 입주예정

### 울산광역시
| 단지 이름              | 소재지                 | 세대     | 입주        | 난방 방식          |
| ---------------------- | ---------------------- | -------- | ----------- | ------------------ |
| 문수로아이파크1단지    | 울산광역시 남구 신정동 | 576세대  | 2003년 9월  | 개별난방, 도시가스 |
| 문수로아이파크2단지    | 울산광역시 남구 신정동 | 600세대  | 2003년 8월  | 개별난방, 도시가스 |
| 문현아이파크           | 울산광역시 동구 방어동 | 240세대  | 2007년 1월  | 개별난방, 도시가스 |
| 달천아이파크1단지      | 울산광역시 북구 달천동 | 1012세대 | 2008년 1월  | 개별난방, 도시가스 |
| 달천아이파크2단지      | 울산광역시 북구 달천동 | 464세대  | 2008년 3월  | 개별난방, 도시가스 |
| 달천아이파크3단지      | 울산광역시 북구 달천동 | 474세대  | 2008년 3월  | 개별난방, 도시가스 |
| 우정아이파크           | 울산광역시 중구 우정동 | 820세대  | 2010년 3월  | 개별난방, 도시가스 |
| 전하아이파크1단지      | 울산광역시 동구 전하동 | 773세대  | 2012년 7월  | 개별난방, 도시가스 |
| 전하아이파크2단지      | 울산광역시 동구 전하동 | 218세대  | 2012년 7월  | 개별난방, 도시가스 |
| 문수로2차아이파크1단지 | 울산광역시 남구 신정동 | 597세대  | 2013년 12월 | 개별난방, 도시가스 |
| 문수로2차아이파크2단지 | 울산광역시 남구 신정동 | 488세대  | 2013년 12월 | 개별난방, 도시가스 |
| 약사아이파크           | 울산광역시 중구 약사동 | 689세대  | 2015년 9월  | 개별난방, 도시가스 |
| 복산아이파크           | 울산광역시 중구 복산동 | 419세대  | 2017년 6월  | 개별난방, 도시가스 |

### 경기도

#### 수원시
| 단지 이름                | 소재지                                 | 세대                       | 입주                              | 난방 방식          |
| ------------------------ | -------------------------------------- | -------------------------- | --------------------------------- | ------------------ |
| 수원 아이파크 시티 1단지 | 경기도 수원시 권선구 권선동            | 543세대                    | 2011년 10월                       | 개별난방, 도시가스 |
| 수원 아이파크 시티 2단지 | 경기도 수원시 권선구 권선동            | 1135세대                   | 2012년 1월                        | 개별난방, 도시가스 |
| 수원 아이파크 시티 3단지 | 경기도 수원시 권선구 권선동            | 793세대                    | 2011년 10월                       | 개별난방, 도시가스 |
| 수원 아이파크 시티 4단지 | 경기도 수원시 권선구 권선동            | 889세대                    | 2012년 1월                        | 개별난방, 도시가스 |
| 수원 아이파크 시티 5단지 | 경기도 수원시 권선구 권선동            | 704세대                    | 2015년 8월                        | 개별난방, 도시가스 |
| 수원 아이파크 시티 6단지 | 경기도 수원시 권선구 권선동            | 448세대                    | 2015년 8월                        | 개별난방, 도시가스 |
| 수원 아이파크 시티 7단지 | 경기도 수원시 권선구 권선동            | 1596세대                   | 2016년 8월                        | 개별난방, 도시가스 |
| 수원 아이파크 시티 8단지 | 경기도 수원시 권선구 권선동            | 282세대                    | 2017년 6월                        | 개별난방, 도시가스 |
| 수원 아이파크 시티 9단지 | 경기도 수원시 권선구 권선동            | 268세대                    | 2017년 6월                        | 개별난방, 도시가스 |
| 곡반정동 아이파크        | 경기도 수원시 권선구 곡반정동          | 484세대                    | 2002년 4월                        | 지역난방           |
| 망포 아이파크            | 경기도 수원시 영통구 망포동            | 554세대(1차), 489세대(2차) | 2002년 6월(1차), 2002년 10월(2차) | 지역난방           |
| 영통역 아이파크          | 경기도 수원시 영통구 반달로 35번길 30  | 666세대                    | 2017년 9월                        | 지역난방,열병합    |
| 영통 아이파크            | 경기도 수원시 영통구 삼성로 320번길 62 | 212세대                    | 2006년 7월                        | 개별난방,도시가스  |
| 광교 아이파크            | 경기도 수원시 영통구 광교호수공원로 80 | 282세대                    | 2018년 9월                        | 지역난방,열병합    |

#### 남양주시
호평동 아이파크

#### 화성시
남양 아이파크

#### 김포시
김포한강아이파크 1230세대 2018년 2월 말 입주

### 충청남도

#### 천안시
| 단지 이름    | 소재지                   | 세대  | 입주      | 난방 방식          |
| ------------ | ------------------------ | ----- | --------- | ------------------ |
| 불당아이파크 | 천안시 서북구 불당동 757 | 1,046 | 2004.7.29 | 개별난방(도시가스) |

### 충청북도
청주시 가경아이파크

### 경상남도
창원시 마산합포구 마산만아이파크 창원시 성산구 용지아이파크
경남 김해시 삼계동 현대아이파크 진주시 금산면 아이파크
거제시 아이파크 거제시 아이파크 2차

### 강원특별자치도
원주시 반곡아이파크
속초시 청호아이파크, 속초2차아이파크

## BI 변천사
|      |     |
| 연도 | B/I |
| 2021 |     |
| 2017 |     |
| 2012 |     |
| 2006 |     |
| 2004 |     |
| 2001 |     |
| 2000 |     |
| 1986 |     |
| 1984 |     |